# آلکالا دل خوکار
آلکالا دل خوکار دهستانی در استان آلباستهٔ اسپانیا است.
در این دهستان ۱۴۰۴ نفر زندگی می‌کنند. مساحت این دهستان ۱۴۶٫۷۶ کیلومتر مربع است.